# Ubisoft Montpellier
Ubisoft Montpellier est un studio français de développement de jeux vidéo fondé en 1994 et situé à Castelnau-le-Lez, en périphérie de Montpellier.
Il est issu du regroupement des deux studios montpelliérains, Ubisoft Pictures, fondé en 1994 et Tiwak, fondé en 2000. Le studio est le principal développeur des franchises Rayman, Beyond Good and Evil et Lapin crétin.
Ubisoft Montpellier est à l'origine du Jade engine, un moteur de jeu créé par une équipe comprenant Michel Ancel pour le jeu Beyond Good and Evil. Le moteur a par la suite été utilisé par une dizaine d'autres titres. Le studio a également développé le moteur de jeu UbiArt Framework, utilisé notamment pour son jeu Soldats inconnus : Mémoires de la Grande Guerre, primé pour son originalité lors des BAFTA Games Awards.

## Historique
En mai 2017, Ubisoft annonce la construction d'un nouveau site « ultra moderne » pour son studio montpelliérain qui s'étendra sur 4 500 m2. Le studio en profite pour annoncer se concentrer sur le développement de nouveaux projets qui ne sont pas encore annoncés.

## Jeux développés
| Titres                                                     | Année | Plate-forme                                                                                             |
| ---------------------------------------------------------- | ----- | --- |
| Rayman                                                     | 1995  | PlayStation, Atari Jaguar, Windows, Saturn, PlayStation 2, PlayStation 3, Nintendo DS, PlayStation Vita |
| Rayman Junior                                              | 1996  | Windows, Playstation                                                                                    |
| Rayman Éveil                                               | 1997  | Windows                                                                                                 |
| Rayman Maternelle                                          | 1999  | Windows                                                                                                 |
| Rayman CP                                                  | 1999  | Windows                                                                                                 |
| Rayman 2: The Great Escape                                 | 1999  | Nintendo 64, Windows, Dreamcast, PlayStation, PlayStation 2                                             |
| Rayman M                                                   | 2001  | PlayStation 2, Windows, Gamecube, Xbox                                                                  |
| Beyond Good and Evil                                       | 2003  | PlayStation 2, Windows, Gamecube, Xbox                                                                  |
| King Kong                                                  | 2005  | PlayStation 2, Xbox, GameCube, Windows, Xbox 360, PlayStation Portable                                  |
| Rayman contre les lapins crétins                           | 2006  | Game Boy Advance, Wii, PlayStation 2, Windows, Nintendo DS, Xbox 360                                    |
| The Lapins Crétins : La Grosse Aventure                    | 2009  | Wii, Nintendo DS, Windows                                                                               |
| Just Dance 2 (collaboration)                               | 2010  | Wii |
| From Dust                                                  | 2011  | Windows, Xbox Live Arcade, PlayStation Network, Google Chrome                                           |
| Le Secret de la Licorne                                    | 2011  | Windows, iOS, Android, 3DS, PlayStation 3, PlayStation Portable, Wii, Xbox 360                          |
| Michael Jackson: The Experience                            | 2011  | Wii, PlayStation 3                                                                                      |
| Rayman Origins                                             | 2011  | PlayStation 3, Wii, Xbox 360, PlayStation Vita, Windows, Nintendo 3DS                                   |
| ZombiU                                                     | 2012  | Wii U                                                                                                   |
| Just Dance 2014 (collaboration)                            | 2013  | Wii, Wii U, PlayStation 3, Xbox 360, PlayStation 4, Xbox One                                            |
| Rayman Legends                                             | 2013  | PlayStation 4, Xbox One, Wii U, PlayStation 3, Xbox 360, PlayStation Vita, Windows                      |
| Soldats inconnus : Mémoires de la Grande Guerre            | 2014  | Windows, PlayStation 3, PlayStation 4, Xbox 360, Xbox One, iOS, Android                                 |
| Assassin's Creed Unity: Dead Kings (DLC)                   | 2015  | Windows, PlayStation 4, Xbox One                                                                        |
| Assassin's Creed Syndicate (collaboration)                 | 2015  | Windows, PlayStation 4, Xbox One                                                                        |
| Rayman Adventures                                          | 2015  | iOS, Android                                                                                            |
| Steep (collaboration)                                      | 2016  | Windows, PlayStation 4, Xbox One, Google Stadia                                                         |
| Tom Clancy's Ghost Recon Wildlands (collaboration)         | 2017  | Windows, PlayStation 4, Xbox One                                                                        |
| Mario + The Lapins Crétins: Kingdom Battle (collaboration) | 2017  | Nintendo Switch                                                                                         |
| Assassin's Creed Origins (collaboration)                   | 2017  | Windows, PlayStation 4, Xbox One, Nintendo Switch                                                       |
| The Crew 2 (collaboration)                                 | 2018  | Windows, PlayStation 4, Xbox One, Google Stadia                                                         |
| Space Junkies                                              | 2019  | Windows (HTC Vive, Oculus Rift), PlayStation 4 (PlayStation VR)                                         |
| Tom Clancy's Ghost Recon Breakpoint (collaboration)        | 2019  | Windows, PlayStation 4, Xbox One                                                                        |
| Rayman Mini                                                | 2019  | Apple Arcade, Ios, Mac Os, Tv OS                                                                        |
| Assassin's Creed Valhalla (collaboration)                  | 2020  | Windows, PlayStation 4, PlayStation 5, Xbox One, Xbox Series, Google Stadia                             |
| Riders Republic (collaboration)                            | 2021  | Windows, PlayStation 4, PlayStation 5, Xbox One, Xbox Series, Google Stadia                             |
| Mario + The Lapins Crétins: Sparks of Hope (collaboration) | 2022  | Nintendo Switch                                                                                         |
| Soldats inconnus : Frères d'armes                          | 2023  | Android, iOS, Nintendo Switch, Windows, PlayStation 4, PlayStation 5, Xbox One, Xbox Series             |
| Assassin's Creed Mirage (collaboration)                    | 2023  | Windows, PlayStation 4, PlayStation 5, Xbox One, Xbox Series, Amazon Luna                               |
| Prince of Persia: The Lost Crown                           | 2024  | Windows, PlayStation 4, PlayStation 5, Xbox One, Xbox Series, Nintendo Switch, Amazon Luna              |
| Beyond Good and Evil 2                                     | NC    | NC |